# Frederick Van Nuys

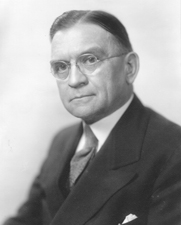
Frederick Van Nuys

Frederick Van Nuys, född 16 april 1874 i Falmouth, Indiana, död 25 januari 1944 i Fairfax County, Virginia, var en amerikansk demokratisk politiker. Han representerade delstaten Indiana i USA:s senat från 4 mars 1933 fram till sin död.
Van Nuys var av holländsk härkomst. Han avlade 1898 grundexamen vid Earlham College i Richmond, Indiana och 1900 juristexamen vid Indiana Law School i Indianapolis. Han inledde därefter sin karriär som advokat i Indiana. Han var ledamot av delstatens senat 1913-1916.
Van Nuys var federal åklagare för Indiana (United States Attorney for the district of Indiana) 1920-1922. Han bestämde sig för att utmana sittande senatorn James E. Watson i senatsvalet 1932. Watson, som var majoritetsledare i senaten, förlorade stort mot Van Nuys. Raymond E. Willis utmanade sedan Van Nuys i senatsvalet 1938 utan framgång.
Van Nuys grav finns på Maplewood Cemetery i Anderson, Indiana. Småstaden Van Nuys i Henry County, Indiana har fått sitt namn efter Frederick Van Nuys.